# Страудсберг (Пенсилванија)
Страудсберг (енгл. Stroudsburg) град је у америчкој савезној држави Пенсилванија.

## Демографија
По попису из 2010. године број становника је 5.567, што је 189 (-3,3%) становника мање него 2000. године.
| Група             | 2000.         | 2010.         |
| Белци             | 4.770 (82,9%) | 3.961 (71,2%) |
| Афроамериканци    | 371 (6,4%)    | 621 (11,2%)   |
| Азијати           | 109 (1,9%)    | 104 (1,9%)    |
| Хиспаноамериканци | 400 (6,9%)    | 795 (14,3%)   |
| Укупно            | 5.756         | 5.567         |